# Кайзерштульбан
Кайзерштульбан (нім. Kaiserstuhlbahn) — залізниця в Баден-Вюртемберзі, Німеччина. Належить і управляється Südwestdeutsche Verkehrs-Aktiengesellschaft (SWEG), який, у свою чергу, належить землі Баден-Вюртемберг. 

Кайзерштульбан складається з двох сполучених дільниць: від Готтенгайму через Рігель-Орт до Ендінген-ам-Кайзерштуль та станції Рігель DB через Ендінген-ам-Кайзерштуль до Брайзаху. 
Разом ці лінії огинають гірський хребет Кайзерштуль зі сходу, півночі та заходу. 
У Готтенгаймі та Брайзаху є сполучення із залізницею Фрайбург — Брайзах, яка завершує коло навколо Кайзерштуля з півдня. На станції Рігель DB є сполучення з Фрайбург-ім-Брайсгау до Оффенбургу Райнтальбаном. 

Кайзерштульбан є останньою, повністю збереженою та повністю діючою лінією стандартної колії колишньої Південнонімецької залізничної компанії (SEG). 
Лінію обслуговують пасажирські та вантажні поїзди, а також спеціальні лінії спадщини. 
Операційним центром залізниці є станція Ендінген, на якій розташовані дирекція, депо та перонний зал. 
Сьогодні Ендінген, як штаб-квартира транспорту в Брайсгау-Кайзерштуль, забезпечує повне обслуговування місцевих пасажирських і вантажних перевезень на всіх неелектрифікованих залізничних лініях у регіоні Фрайбург.

## Історія
Дільниці Готтенгайм — Рігель-ам-Кайзерштуль-Орт і Рігель-Мальтердінген — Ендінген відкрито 15 грудня 1894 року, а дільницю Ендінген — Брайзах — 7 вересня 1895 року. 
Її побудував Баденський залізничний консорціум під керівництвом залізничного підприємця Геррмана Бахштайна, який об’єднав залізниці в Південнонімецьку залізницю 8 грудня 1897 року разом із Брегтальбаном і залізницею Целль-ім-Візенталь — Тодтнау з 1 квітня 1897 року.
Після того, як наприкінці 1952 року SEG вирішив не продовжувати концесію через значний дефіцит усіх її ліній, з 1 січня 1953 року Кайзерштульбан передано землі Баден-Вюртемберг і включено до складу Центральнобаденської залізниці (MEG).
Лінію почали модернізувати з повним переходом на дизельну роботу, запровадженням операцій замовлення поїздів та одноосібної роботи для кількох одиниць. 
З середини 1950-х років автобусні перевезення стали другою основною складовою пасажирських перевезень і мали високі темпи зростання.
1 жовтня 1971 року MEG об’єдналася зі SWEG та перейменована на Südwestdeutsche Verkehrs-Aktiengesellschaft (Південно-Західна німецька транспортна компанія) в 1984 році. 
Через злиття управління та депо Мюнстертальбану у Зульцбурзі закрили, а технічне обслуговування транспортних засобів перенесено до Ендінгена. 
Історичну залізницю відкрито в 1978 році.

## S-Bahn
Разом з іншими компаніями SWEG заснувала Regio-Verkehrsverbund Freiburg (Фрайбурзька регіональна транспортна спілка, RVF) 1 січня 1994 року. 
Концепція Breisgau-S-Bahn передбачала інтегровані регулярні послуги з сучасними легкорейковими вагонами для лінії Фрайбург — Брайзах і Кайзерштульбан для кращого сполучення регіону Кайзерштуль із Фрайбургом. 
Щогодини Bombardier Talent 3 працює на лінії S5 від Брайзаха до Рігель-Мальтердінгена. 
Alstom Coradia Continental (ET 1440) курсує з Ендігена до Фрайбурга кожні 30 хвилин на лінії S11.
У 1995 році SWEG і Freiburger Verkehrs AG, кожна з яких має 50% акцій, заснували дочірню компанію Breisgau-S-Bahn (BSB), яка в 1997 році взяла на себе управління залізницею Фрайбург — Кольмар. 
Весь рух навколо Кайзерштуля тепер був під орудою SWEG. 
BSB придбав Ельцтальбан у 2002 році. 
Загалом придбали 21 дизельний вагон Stadler Regio-Shuttle RS1 для залізниць Кайзерштульбан, Фрайбург — Брайзах, Ельцтальбан та Мюнстертальбан, усі вони мають обслуговування в Ендігені.
Угода про співпрацю між RVG і Nahverkehrsgesellschaft Baden-Württemberg («Місцева транспортна компанія Баден-Вюртемберга», NVBW), підписана 11 березня 2009 року, містила зобов’язання електрифікувати мережу S-Bahn у регіоні Фрайбурга до 2018 року. 
Дільниці  Брайзах — Рігель-ам-Кайзерштуль та Рігель-ам-Кайзерштуль-Орт — Готтенгайм також мали бути електрифіковані. 

Церемонія закладки першого каменю відбулася у квітні 2017 року. 

8 липня 2019 року о 19:00 повітряну лінію підключено.
До січня 2019 року механічна централізація класу Einheit працювала в Готенгаймі, а до грудня 2019 року – у Брайзаху. 
Тепер обидві станції дистанційно керуються з робочої станції "Брайзах" в електронному центрі управління у Фрайбург-Віре. 

У розкладі на 2020 рік було заплановано, що послуги будуть об’єднані або розділені кожні півгодини в Геттенгаймі та щогодини в Тітізе. 
Через проблеми в Геттенгаймі пункт розокремлення було змінено на Ендінген. 
Крім того, по неділях між Тітізе та Зебрюггом курсує лише один потяг щогодини. 
Однак потяги постійно виходили з ладу, про що не повідомлялося належним чином. 

Модифіковану, менш складну концепцію розкладу запровадили на лінії S1 між 17 лютого 2020 року та 12 грудня 2020 року, згідно з якою трансфер між Готтенгаймом та Ендінгеном залишається; тому зчеплення або розділення поїздів більше не потрібні в Геттенгаймі. 
Це призначено для стабілізації розкладу та забезпечення надійної роботи. 

Станом на 13 грудня 2020 року потяги знову з’єднуються та розділяються в Готтенгаймі, з інтервалом кожні півгодинни з Ендінгена поперемінно до Кірхцартена та Тітізе-Нойштадта 

через Фрайбург.